# 薩奇·佩吉
李洛伊·勞勃·“薩奇”·佩吉（Leroy Robert "Satchel" Paige，1906年7月7日—1982年6月8日）是一位出色的非洲裔美國人棒球選手，並且是美國職棒大聯盟史上曾經出賽和第一次出賽年紀最老的球員，他最後一次在大聯盟出場比賽時，已有59歲。

## 成長過程
1906年出生在美國阿拉巴馬州摩比港市的他，父親是園藝工人，母親作家庭手工，家中十二名兄弟姊妹中排行第七。
幼時家庭清苦的他，因為在火車站為旅客提行李，而有了Satchel這個綽號。
1918年，12歲的他因為偷竊而被送入少年感化院，在那裡學得棒球這項運動，也從此改變了他的一生。

## 棒球生涯
由於當時美國職棒大聯盟並不允許黑人加入，所以Satchel Paige職棒生涯的黃金年代主要是在黑人聯盟中出賽。
1947年傑基·羅賓森（Jackie Robinson）加入布魯克林道奇隊，大聯盟對黑人的限制逐漸瓦解，薩奇·佩吉才有機會進入大聯盟，在1948年投入克里夫蘭印第安人隊，那年他已42歲。
大聯盟生涯累積28勝31敗32救援。共投了426局，防禦率僅3.29，並在1952年跟1953年連續兩屆參與了明星賽。
- 1958年 -- 自1956年起以50歲、51歲、52歲高齡在小聯盟3A連續三年都拿下至少10勝，共投了360局，防禦率僅有2.40。
- 1965年 -- 9月25日對紅襪隊已高達59歲，投3局無失分，是大聯盟史上最高齡選手出賽的紀錄。
- 1966年 -- 又以60歲年齡在小聯盟1A客串登板投球2局，防禦率9.00。

在他三十年的棒球生涯中，據說出賽主投了兩千五百場比賽，以拿手的快速球與指叉球獲得兩千勝。
1982年6月8日，於堪薩斯城與世長辭，告別他傳奇的一生。

## 外部連結
- 薩奇佩吉的官方網站 （页面存档备份，存于）
- 棒球名人堂
- 薩奇·佩吉在Baseball-Reference.com（大聯盟）（英语）
- 薩奇·佩吉在SABR（英语）
- 薩奇·佩吉在ESPN（MLB）（英语）
- 薩奇·佩吉在FanGraphs.com（英语）
- 薩奇·佩吉在The Baseball Cube（英语）
- 薩奇·佩吉在Baseball Hall of Fame（英语）
- 薩奇·佩吉在Alabama Sports Hall of Fame (archived)（英语）